# Brachymeria inermis
Brachymeria inermis är en stekelart som först beskrevs av Etienne Laurent Joseph Hippolyte Boyer de Fonscolombe 1840.  Brachymeria inermis ingår i släktet Brachymeria och familjen bredlårsteklar. Inga underarter finns listade.